# Championnat de Hong Kong de football 1985-1986
Navigation
Saison précédente Saison suivante
La saison 1985-1986 du Championnat de Hong Kong de football est la quarante-et-unième édition de la première division à Hong Kong, la First Division League. Elle regroupe, sous forme d'une poule unique, les dix meilleures équipes du pays qui se rencontrent deux fois, à domicile et à l'extérieur. En fin de saison, les deux derniers du classement sont relégués et remplacés par les deux meilleurs clubs de Second Division League, la deuxième division hongkongaise.
C'est le club de South China AA qui met fin au règne de Seiko SA, champion en titre depuis sept saisons, en remportant le championnat cette saison après avoir terminé en tête du classement final, à égalité de points mais avec une meilleure différence de buts que Happy Valley AA et quatre points d'avance sur Sea Bee FC. C'est le vingtième titre de champion de Hong Kong de l'histoire du club, le premier depuis 1978. À noter que pour la première fois dans l'histoire du championnat, deux équipes, à savoir South China et Happy Valley ont terminé l'exercice invaincu.
Cette saison est la dernière disputée par Seiko SA. Le club, vainqueur de neuf titres de champion en quatorze saisons parmi l'élite, disparaît durant l'été 1986 après avoir remporté un dernier trophée national, la Coupe de Hong Kong, battant South China en finale. Un autre club, Harps FC, renonce également à prendre part au championnat la saison prochaine, qui ne comptera donc que huit équipes.

## Clubs participants
- Seiko SA
- Harps FC
- Hong Kong Rangers
- South China AA
- Eastern AA
- Happy Valley AA
- Tung Sing FC
- Tsuen Wan FC
- Double Flower FA - Promu de D2
- Sea Bee FC

## Compétition
Le barème de points servant à établir les classements se décompose ainsi :
- Victoire : 2 points
- Match nul : 1 point
- Défaite : 0 point

### Classement
| Rang | Équipe            | Pts | J  | G  | N | P  | Bp | Bc | Diff |
| ---- | ----------------- | --- | -- | -- | - | -- | -- | -- | ---- |
| 1    | South China AA    | 28  | 18 | 10 | 8 | 0  | 26 | 5  | +21  |
| 2    | Happy Valley AA   | 28  | 18 | 10 | 8 | 0  | 29 | 13 | +16  |
| 3    | Sea Bee FC        | 24  | 18 | 8  | 8 | 2  | 31 | 19 | +12  |
| 4    | Seiko SA'T'C      | 21  | 18 | 7  | 7 | 4  | 35 | 23 | +12  |
| 5    | Double Flower FAP | 18  | 18 | 6  | 6 | 6  | 22 | 24 | -2   |
| 6    | Tsuen Wan FC      | 14  | 18 | 6  | 2 | 10 | 20 | 21 | -1   |
| 7    | Eastern AA        | 14  | 18 | 4  | 6 | 8  | 22 | 28 | -6   |
| 8    | Harps FC          | 14  | 18 | 6  | 2 | 10 | 15 | 21 | -6   |
| 9    | Hong Kong Rangers | 14  | 18 | 4  | 6 | 8  | 22 | 33 | -11  |
| 10   | Tung Sing FC      | 5   | 18 | 1  | 3 | 14 | 14 | 49 | -35  |

|  | Qualification pour la Coupe d'Asie des clubs champions 1986-1987           |
|  | Retrait du championnat en fin de saison                                    |
|  | Relégation directe en deuxièùme division                                   |
|  | T : Tenant du titre C : Vainqueur de la Coupe de Hong Kong P : Promu de D2 |

## Bilan de la saison
| Championnat de Hong Kong de football 1985-1986 |                            |
| Champion                                       | South China AA (20e titre) |
| Coupes et trophées                             |                            |
| Vainqueur de la Coupe de Hong Kong 1985-1986   | Seiko SA                   |
| Qualifications continentales                   |                            |
| Coupe d'Asie des clubs champions 1986-1987     | South China AA             |
| Promotions et relégations                      |                            |
| Promus en First Division League                | Hong Kong Police FC        |
| Promus en First Division League                | Hong Kong FC               |
| Relégués en Second Division League             | Seiko SA (retrait)         |
| Relégués en Second Division League             | Harps FC (retrait)         |
| Relégués en Second Division League             | Hong Kong Rangers          |
| Relégués en Second Division League             | Tung Sing FC               |